# Ворша (приток Клязьмы)
Ворша — река в России, протекает во Владимирской области. Устье реки находится в 336 км по левому берегу реки Клязьмы. Длина реки составляет 71 км, площадь водосборного бассейна — 328 км². Высота устья — 96 м над уровнем моря.

## Притоки (км от устья)
- 17 км: река Вежболовка
- 64 км: река Циминка

## Данные водного реестра
По данным государственного водного реестра России относится к Окскому бассейновому округу, водохозяйственный участок реки — Клязьма от города Орехово-Зуево до города Владимир, речной подбассейн реки — бассейны притоков Оки от Мокши до впадения в Волгу. Речной бассейн реки — Ока.
Код объекта в государственном водном реестре — 09010300712110000032051.